# الأميرة ماري أدلهيد
الأميرة ماري أدلهيد من ليبه (بالألمانية: Marie Adelheid Prinzessin zu Lippe) (9 أغسطس 1895 – 25 ديسمبر 1993) كانت أميرة ألمانية تنتمي إلى أسرة ليبه، كما عُرفت بنشاطها الأدبي والسياسي خلال النصف الأول من القرن العشرين. كانت من أبرز النساء النبيلات اللواتي شاركن في النقاشات القومية الألمانية في فترات ما بين الحربين، وكانت من الشخصيات المثيرة للجدل بسبب تأييدها للنظام النازي.

## النشأة والتعليم
وُلدت ماري أدلهيد في بلدة فرويدنبرغ ضمن أراضي إمارة ليبه، وهي جزء من إحدى الأسر الألمانية الصغيرة التي احتفظت بلقبها النبيل حتى بعد سقوط الإمبراطوريات الأوروبية. نشأت في بيئة محافظة ومتدينة، وتلقت تعليمًا خاصًا في مجالات الأدب والتاريخ والفلسفة، مما هيّأها لكتابة مقالات وكتب لاحقًا.

## المسيرة الأدبية
كتبت الأميرة ماري أدلهيد تحت اسمها الكامل، ونشرت العديد من الأعمال التي تنوعت بين المقالات الفكرية والروايات التاريخية والسير الذاتية. تميزت كتاباتها بطابع قومي ألماني محافظ، وكانت تميل إلى تمجيد القيم التقليدية والأسرة والوطن.
من أشهر أعمالها كتابات تناولت الهوية الألمانية والدور النسائي في الدولة، بالإضافة إلى مقالات نُشرت في مجلات وأوساط فكرية مرتبطة باليمين المحافظ.

## النشاط السياسي
انخرطت الأميرة في الحياة الفكرية والسياسية خلال فترة جمهورية فايمار، ثم أصبحت من المؤيدين للنظام النازي بعد صعود أدولف هتلر إلى الحكم. لم تكن عضوة رسمية في الحزب، لكنها شاركت فكريًا في ترويج بعض مفاهيمه، لا سيما المتعلقة بالقومية، والنظام، والهوية الألمانية.
دعمت عبر كتاباتها السياسات الثقافية للنظام، خاصة ما تعلق بدور المرأة كحامية للأسرة والقيم التقليدية. هذا التأييد جعلها لاحقًا موضع انتقاد في الدراسات التاريخية بعد الحرب.

## ما بعد الحرب العالمية الثانية
بعد نهاية الحرب وسقوط الرايخ الثالث، انسحبت الأميرة تدريجيًا من الحياة العامة، لكنها واصلت الكتابة في نطاق ضيق. حاولت الدفاع عن بعض مواقفها السابقة، لكنها لم تُظهر ندمًا واضحًا على دعمها للنظام النازي، مما جعل إرثها الأدبي محل جدل.
عاشت في مدينة لوبيك حتى وفاتها في 25 ديسمبر 1993 عن عمر ناهز 98 عامًا، وكانت بذلك من بين آخر أفراد الطبقة الأرستقراطية الألمانية الذين عاشوا مراحل الإمبراطورية والجمهورية والرايخ وسقوطه ثم ألمانيا الحديثة.

## الإرث والتقييم
يُعد إرث الأميرة ماري أدلهيد منقسمًا بين التقدير لمساهماتها في الأدب القومي المحافظ، والانتقادات الموجهة لتأييدها الفكري للنظام النازي. تناولتها عدة دراسات تاريخية حديثة باعتبارها مثالًا على الدور الذي لعبته بعض النخب الأرستقراطية في دعم النازية فكريًا دون الانخراط المباشر في آلياتها السياسية.